# Serrasentis sagittifer
Serrasentis sagittifer är en hakmaskart som först beskrevs av Linton 1889.  Serrasentis sagittifer ingår i släktet Serrasentis och familjen Rhadinorhynchidae. Inga underarter finns listade i Catalogue of Life.